# Amin Chiakha
Amin Chiakha (* 12. März 2006 in Kopenhagen) ist ein algerisch-dänischer Fußballspieler. 
Der Mittelstürmer, der auch als Außenstürmer auf beiden Seiten eingesetzt werden kann, spielt seit seiner Kindheit beim FC Kopenhagen und ist aktuell an den Vejle BK verliehen. Zudem war der dänisch-algerische Doppelstaatsbürger Chiakha auch Nachwuchsnationalspieler der Skandinavier gewesen, bevor er im November 2024 für die A-Nationalmannschaft der Algerier debütierte.

## Hintergrund
Amin Chiakha hat Wurzeln in Algerien. Unklar ist allerdings, ob beide Elternteile aus dem nordafrikanischen Land kommen oder lediglich sein Vater aus Algerien stammt. Chiakha selbst ist in Dänemark geboren und aufgewachsen.

## Karriere

### Verein
Amin Chiakha begann mit dem Fußballspielen bei Sundby Boldklub und spielte dort, bis er als U12-Spieler in die Akademie des FC Kopenhagen wechselte. Dort erhielt er im März 2023 einen Vertrag für drei Jahre und gab am 22. Juli 2024 im Alter von 18 Jahren sein Profidebüt. Dabei wurde Chiakha beim 2:0-Auswärtssieg am ersten Spieltag der Superliga bei Lyngby BK in der 81. Minute für Orri Óskarsson eingewechselt. Anfang August 2024 – nach seinem ersten Einsatz mit einem Startelfmandat – gab er folgende Worte zu Protokoll: „Es war unglaublich cool, in Parken anfangen zu können. Darauf habe ich jahrelang hingearbeitet und davon geträumt, seit ich ein kleines Kind war und in den Verein eingetreten bin.“ und fügte in Bezug auf das Vertrauen seitens seines Trainers bei den FCK-Profis, Jacob Neestrup, hinzu: „Es ist wirklich cool, das Vertrauen zu spüren, das ich nicht nur vom Trainer, sondern vom gesamten Team und allen Spielern um mich herum bekomme. Diese Zeit ist unglaublich cool, und man spürt, dass es eine Steigerung gegenüber dem Jugendfußball ist.“
In der Saison 2024/25 kam Amin Chiakha sowohl für die Profis als auch für die U19 und auch für die Reservemannschaft zum Einsatz. Im September 2024 unterschrieb er einen Vertrag mit einer Laufzeit bis 2029. Anfang August 2025 lieh der Vejle BK Chiakha für eine Saison vom FC Kopenhagen.

### Nationalmannschaft

#### Dänemark
Amin Chiakha war dänischer Nachwuchsnationalspieler und kam in den Mannschaften der Altersklassen U17, U18 und U19 zum Einsatz.

#### Algerien
Er war auch für die Auswahlteams Algeriens spielberechtigt und am 29. Oktober 2024 verkündete er, künftig für die „Wüstenfüchse“ zu spielen. Gegenüber dem dänischen Fußballportal bold.dk nannte Chiakha, dass ihm seitens des algerischen Fußballverbandes in Aussicht gestellt wurde, zeitnah in der algerischen A-Nationalmannschaft zu spielen.
Am 14. November 2024 gab Amin Chiakha beim torlosen Unentschieden im Afrika-Cup-Qualifikationsspiel gegen Äquatorialguinea im Alter von 18 Jahren sein Debüt für Algerien.

## Titel
- Torschützenkönig der UEFA Youth League: 2024 (mit Rodrigo Mora)